# Pennock

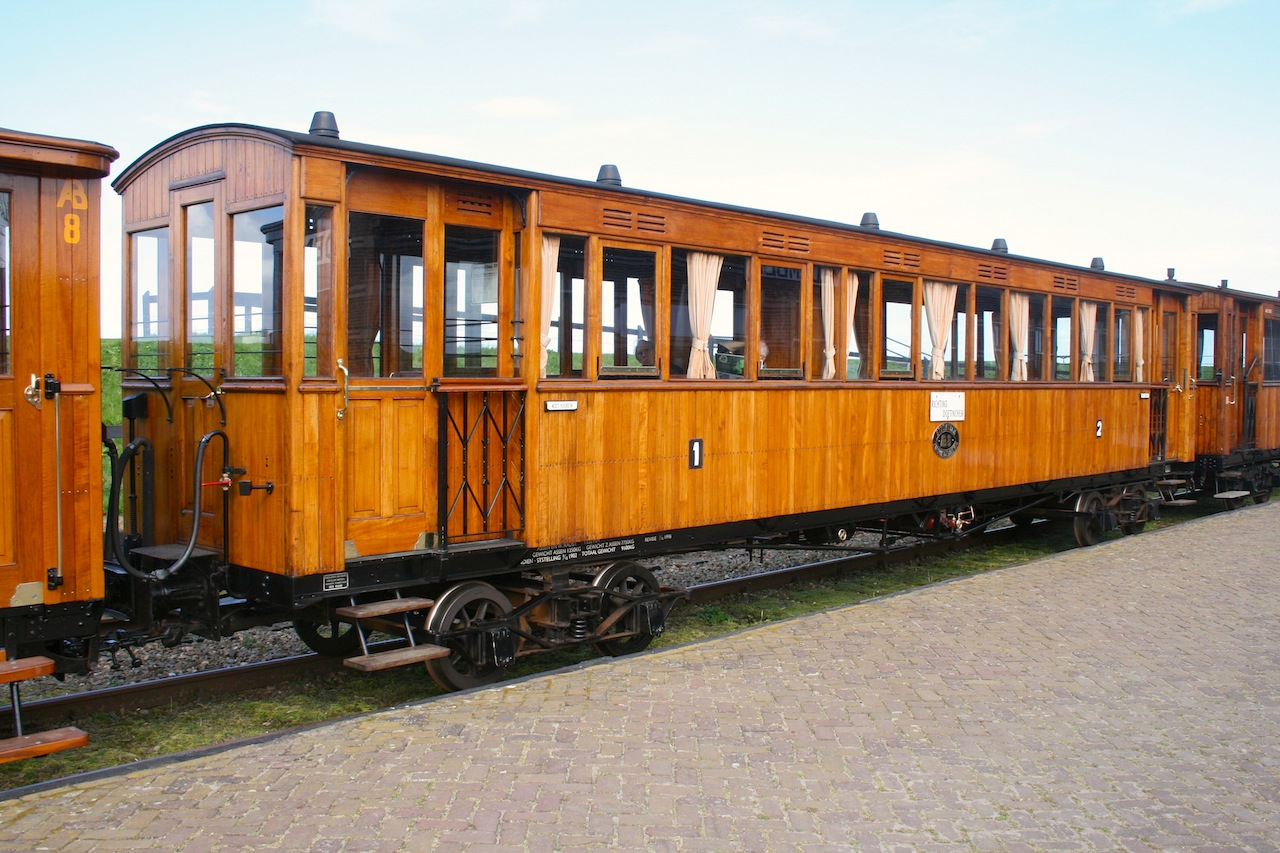
Museumstoomtram Hoorn-Medemblik: Rijtuig AB 6 van de Tramweg Maatschappij Zutphen-Emmerik, te Medemblik

Pennock was een Nederlandse fabrikant van rollend materieel en carrosseriebouwer, gevestigd in Den Haag van 1886 tot 1954. De fabriek was gevestigd aan het Bleijenburg, later aan de Binckhorstlaan en nog later aan de Weteringkade.

## Geschiedenis

### Voorgeschiedenis
Johannes Boon had een bedrijf in Rijswijk (Zuid-Holland). Hij was zadelmaker en fabriceerde ook koffers en rijtuigen. In 1875 verkreeg hij het predicaat Hofleverancier. Hij overleed in 1877, waarna zijn weduwe de zaak voortzette. Ze nam Johannes Jacobus Pennock Lzn. (geb. 4 augustus 1849 te Dordrecht) in dienst, van beroep rijtuig- en zadelmaker, die de technische leiding kreeg. Het bedrijf heette daarna de Koninklijke Nederlandsche Fabriek van Rijtuigen en Tramwegrijtuigen J. Boon (KNFRT) en ging voortaan ook paardentramrijtuigen bouwen.
In 1883 werd het bedrijf omgezet in een naamloze vennootschap onder de naam N.V. Nederlandsche Fabriek van Rijtuigen en Tramwegrijtuigen (NFRT), dus zonder het predicaat Koninklijk. Dit bedrijf kreeg twee directeuren: Pennock en Gerrit Haye, maar in 1884 verliet Pennock het bedrijf en werd Haye tot enige directeur benoemd. Pennock verhuisde naar Den Haag en verbond zich aan de rijtuigfabriek van Jacob van den Bergh aan het Bleijenburg, die hij in 1886 onder eigen naam voortzette. De NFRT ging eind dat jaar in liquidatie. 

### Pennock
In de fabriek aan het Bleijenburgh, waarvan Pennock sinds 1886 de eigenaar was, ging hij ook stoomtramrijtuigen bouwen. Pennock bouwde voor onder meer de Haagsche Tramweg-Maatschappij paardentrammaterieel en later autobussen. Aan de Stoomtramweg-Maatschappij Oostelijk Groningen werden veel goederenwagons geleverd en ook bouwde Pennock zeven elektrische trammotorwagens voor de Twentsche Electrische Tramweg Maatschappij. 
Pennock heeft rond 1900 een stoomomnibus gebouwd die een half jaar gereden heeft tussen Den Haag en Wassenaar en daarna nog korte tijd rond Papendrecht. De ervaringen met dit voertuig waren niet zodanig dat men hiermee is doorgaan. Ook zou Pennock in diezelfde periode een eigen auto ontwikkeld hebben, maar dat bleek te berusten op een misverstand: deze auto was geregistreerd als Pennock, maar was gebouwd op een chassis van het Frans automerk Mors. Later bouwde hij carrosserieën voor personenauto's, op basis van chassis' van merken als Delahaye, Lagonda, Austin, Minerva en Armstrong Siddeley. Tijdens de Tweede Wereldoorlog bouwde Pennock carrosserieën voor de Story (een elektrisch aangedreven wagentje).
Pennock bouwde ook vrachtauto's en autobussen, die laatste op chassis' van onder meer Scemia en Studebaker. Ondanks goede ervaringen met Scemia stapte de HTM in 1926 over op de Belgische Minerva-bussen, die geleverd werden door de Amsterdamsche Rijtuig Maatschappij) (A.R.M.), die de bouw van de carrosserieën uitbesteedde aan Pennock. Na de bevrijding deed de HTM weer een beroep op Pennock, toen bussen moesten worden aangepast en zelfs wrakken herbouwd moesten worden.
In 1949 kreeg op het Scheveningse Concours van Koetswerken een Pennock Healey de prijs voor het beste Nederlandse koetswerk. Pennock leverde in 1952 een Austin Sheerline (Princess) aan het Nederlandse Koninklijk Huis. Men had rond deze tijd al veel moeite het hoofd boven water te houden. In 1954, na het overlijden van de laatste directeur Pennock, werd het bedrijf geliquideerd.

### Na de opheffing
In het fabrieksgebouw aan de Weteringkade vestigde zich in 1954 de bussenbouwer A.J. König, die zich aanvankelijk Carrosseriefabriek N.V. Technisch Bureau König v.h. P.J. Pennock & Zn. N.V. noemde, maar deze omslachtige naam snel liet vallen en met het oorspronkelijke bedrijf Pennock niets te maken had. Wel gebruikte hij materialen en werktuigen van Pennock die tot de overgenomen inboedel van het pand behoorden. Ook nam hij personeel van Pennock in dienst. Door moderne constructietechnieken en verkoopmethoden speelde König korte tijd een innovatieve rol in de Nederlandse touringcarwereld, maar al in 1959 werd de bussenbouw gestaakt. Na nog enkele jaren caravans te hebben vervaardigd werd de fabriek begin jaren zestig gesloten.

## Museummaterieel
Van de NFRT
- Paardentramrijtuig nr. 1 van de Ginnekensche Tramweg Maatschappij. Dit bevindt zich te Ulvenhout.

Stoomtrammaterieel van Pennock
- Postbagagewagen DL3 van de Stoomtram Maas en Waal (1902) bij het Nationaal Smalspoormuseum te Valkenburg (Zuid-Holland) (niet bedrijfsvaardig).
- Rongenwagen Rotterdamsche Tramweg Maatschappij 883, in 1904 gebouwd voor de Dedemsvaartsche Stoomtramweg-Maatschappij. Bedrijfsvaardig in het RTM-museum op de Brouwersdam, maar in het museum ingrijpend verbouwd om te dienen in de werktrams.
- Rijtuig AB 6 van de Tramweg-Maatschappij Zutphen-Emmerik (1902), bedrijfsvaardig bij de Museumstoomtram Hoorn-Medemblik.
- Gesloten goederenwagen CH 9, later GZ 609, van de Tramweg-Maatschappij Zutphen-Emmerik (1905), bevindt zich (niet bedrijfsvaardig) in het Nationaal Smalspoormuseum.
- Bakwagen 38 (1908) van de Tweede Noord-Hollandsche Tramweg-Maatschappij is bedrijfsvaardig bij de Museumstoomtram Hoorn-Medemblik (herbouw; draaistellen en draaikommen zijn origineel).

Elektrisch trammaterieel
- Van trammotorwagen 1 van de Twentsche Electrische Tramweg Maatschappij (TET), gebouwd door Pennock in 1908, is de wagenbak bewaard gebleven en in afwachting van restauratie opgeslagen door de Tramweg-Stichting.

## Gebruikte literatuur

### Geschiedenis
- Met de Stoomtram van Coolsingel naar Koemarkt - R.G. Klomp.

### Museummaterieel
- De rijtuigen van de Nederlandse Stoomtramwegen - A. Dijkers.
- De rijtuigen van de Nederlandse Paarde-, Stoom- en Motortrams - A. Dijkers.
- De goederenwagens van de Nederlandse Tramwegen - A. Dijkers.